# St. Blasius und Alexander (Altusried)
St. Blasius und Alexander ist die römisch-katholische Pfarrkirche der Marktgemeinde Altusried im Landkreis Oberallgäu (Bayern). Die Pfarrei Altusried gehört zur Pfarreiengemeinschaft Altusried im Dekanat Kempten des Bistums Augsburg.

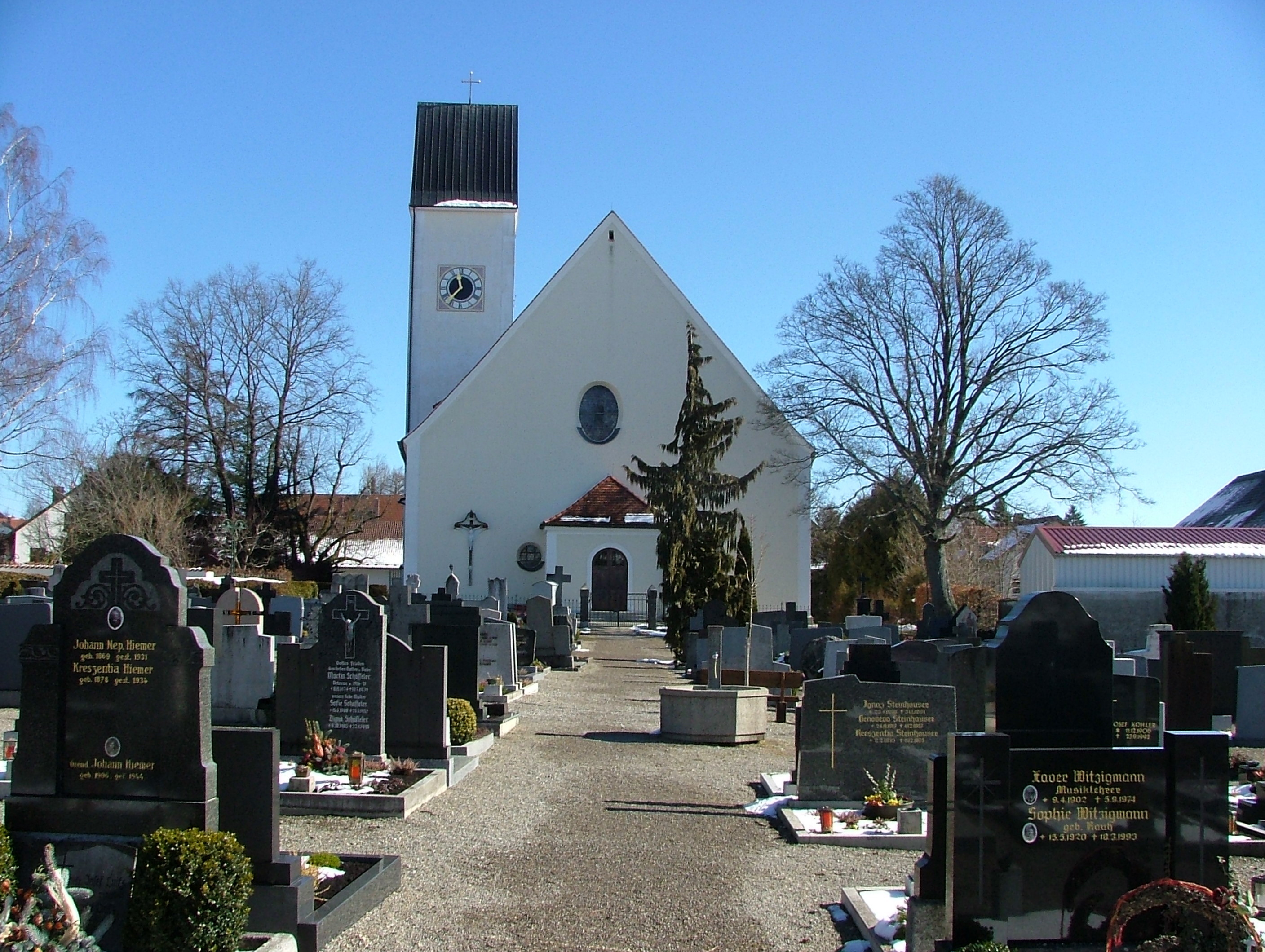
Pfarrkirche St. Blasius und Alexander in Altusried

## Geschichte
Chor und Turm stammen aus dem 13. Jahrhundert. Das dreischiffige Langhaus wurde nach dem Einsturz der Pfeiler 1670–1681 durch Georg Schöneberg wieder aufgebaut. Die heutige barocke Inneneinrichtung wurde zwischen 1694 und 1730 geschaffen, die Sakristei nördlich des Chors 1857 hinzugefügt. Grundlegende Renovierungen erfolgten in den Jahren 1955, 1965 und 1998.

## Orgel
1874 baute Balthasar Pröbstl eine Orgel (II/20) auf die damals noch vorhandene zweite Empore. Teile des Pfeifenwerks fanden Verwendung bei einem Neubau durch Josef Zeilhuber & Sohn, der sich kriegsbedingt von 1941 bis 1952 hinzog. Offenbar gab es auch Pläne für ein Fernwerk hinter dem Hochaltar, die jedoch verworfen wurden. Das Instrument besitzt auf Anraten des damaligen Orgelsachverständigen Arthur Piechler pneumatische Kegelladen und einen seitlich freistehenden Spieltisch. Der neobarocke Prospekt stammt von Bildhauer und Architekten Hans Miller aus München. Piechler war in seinem Abnahmegutachten voll des Lobes darüber, dass die Orgel trotz stattlicher Registerzahl und auch im Tutti stets sanft bliebe und die einzelnen Register sich bei aller Charakteristik sehr gut zu zahllosen neuen Klangfarben mischen ließen.
Die Orgel wurde 2021 durch Orgelbau Heiß, Vöhringen, renoviert.
| I Hauptwerk C–g3 |       |
| Bourdun          | 16′   |
| Prinzipal        | 8′    |
| Gamba *          | 8′    |
| Rohrflöte        | 8′    |
| Dolce *          | 8′    |
| Oktav *          | 4′    |
| Nachthorn        | 4′    |
| Nasard           | 2 ⁄3′ |
| Superoktav       | 2′    |
| Mixtur           | 1 ⁄3′ |
| Horn             | 8′    |

| II Schwellwerk C–g3 |        |
| Nachthorn           | 16′    |
| Prinzipal *         | 8′     |
| Jubalflöte          | 8′     |
| Salicional *        | 8′     |
| Schwebung           | 8′     |
| Traversflöte *      | 4′     |
| Gemshorn            | 4′     |
| Quinte *            | 2 ⁄3′  |
| Terz                | 1 3⁄5′ |
| Mixtur              | 2′     |
| Zimbel              | 1′     |
| Fagott              | 16′    |
| Feldtrompete *      | 8′     |
| Clairon             | 4′     |

| III Positiv C–g3 |       |
| Gedeckt          | 8′    |
| Spitzflöte       | 8′    |
| Prinzipal        | 4′    |
| Quintatön *      | 4′    |
| Blockflöte       | 2′    |
| Larigot          | 1 ⁄3′ |
| Zimbel           | 1⁄2′  |
| Krummhorn        | 8′    |
| Vox humana       | 8′    |
| Tremulant        |       |

| Pedal C–f1    |     |
| Prinzipalbass | 16′ |
| Subbaß        | 16′ |
| Zartbass      | 16′ |
| Oktavbass     | 8′  |
| Flötenbass    | 4′  |
| Pedalmixtur   | 2′  |
| Posaune       | 16′ |

Register mit * stammen ganz oder teilweise von Pröbstl.
- Koppeln: III-II, III-I, II-I, III-P, II-P, I-P, Superoktavkoppel II-I, Superoktavkoppel II-P
- Spielhilfen: Crescendowalze, Schwelltritt für II, 1 freie Kombination, Drücker für Tutti, Auslöser, Walze ab, Handregister aus, Pianopedal sowie Zungeneinzelabsteller

## Glocken
2019 wurde ein neuer Holzglockenstuhl samt neuen Armaturen durch die Firma Perner in Passau installiert.
|   | Name                   | Gewicht | Schlagton | Gussjahr, Gießer, Gussort                          |
| - | ---------------------- | ------- | --------- | -------------------------------------------------- |
| 1 | Dreifaltigkeits-Glocke | 2700 kg | H°        | 1952, Glockengießerei Kuhn und Wolfart in Lauingen |
| 2 | Patroziniums-Glocke    | 1810 kg | d′        | 1777, Johann Georg Ernst in Memmingen              |
| 3 | Marienglocke           | 1120 kg | e′        | 1952, Glockengießerei Kuhn und Wolfart in Lauingen |
| 4 | Zwölfer-Glocke         | 0725 kg | fis′      | 1524, Biberacher Gießhütte                         |
| 5 | Heilig-Kreuz-Glocke    | 0470 kg | a′        | 1952, Glockengießerei Kuhn und Wolfart in Lauingen |
| 6 | Schutzengel-Glocke     | 0330 kg | h′        | 1952, Glockengießerei Kuhn und Wolfart in Lauingen |